# Starique cristatelle
Aethia cristatella
Espèce
Statut de conservation UICN

 LC  : Préoccupation mineure
La Starique cristatelle (Aethia cristatella) est une espèce d'oiseaux marins de la famille des alcidés, dont la distribution s'étend le long du Pacifique Nord et de la Mer de Béring. Cet oiseau se nourrit en eaux profondes où il trouve du krill et de petits animaux marins. Il niche dans la Mer de Béring et dans la Mer d'Okhotsk en colonies denses contenant jusqu'à 1 million d'individus. Cette espèce se reproduit généralement dans des colonies mixtes où on retrouve également la Starique minuscule, une espèce proche.
L'espèce est connue pour ses ornements sexuels, présents chez le mâle et la femelle. Ils incluent un plumage coloré avec une crête sur le front, une odeur frappante rappelant les agrumes et un cri puissant. Ces caractéristiques semblent avoir évolué par sélection sexuelle. La population totale estimée est de 6 millions d'individus, dont la moitié se situe en Amérique du Nord. Cette espèce est considérée en préoccupation mineure d'extinction, bien que les populations d'Alaska fassent face à des problèmes de prédation et de mazoutage.

## Description
La starique cristatelle mesure entre 18 et 27 cm de longueur, avec une envergure de 34 à 50 cm et une masse allant de 195 à 330 g.
Cette espèce a un bec rouge-orange avec la pointe jaunâtre, des iris blanc-jaunes et des plumes blanches formant une ligne des yeux jusqu'aux oreilles.
Le corps, les ailes et la queue sont d'une couleur noire suie, les pattes et les pieds sont gris et les griffes sont noires. Les mâles et les femelles sont très similaires, bien que les femelles soient légèrement plus petites et aient un bec moins incurvé ainsi qu'une plus petite crête.
Les stariques cristatelles sont connues pour la crête présente sur leur front. Celle-ci est constituée de plumes noires courbées vers l'avant. Ces crêtes sont très variables d'un individu à un autre, et peuvent être constituées de 2 à 23 plumes. En moyenne, une starique cristatelle a une crête composée de 12 plumes de longueur variable en 8,1 et 58,5 mm.
Durant la saison de reproduction, la starique cristatelle se distingue par deux caractéristiques. La première est sa crête. La seconde est l'odeur sociale dégagée et qui sent comme la tangerine. Cette odeur provient d'une petite mèche de plumes située sur un petit patch de peau entre les scapula.
Les juvéniles sont similaires aux adultes en plumage hivernal, mais sans la ligne auriculaire blanche ni la crête. Leur bec est plus petit et coloré en brun-jaune terne. Les juvéniles devient adultes en 33 jours.

## Comportement et écologie

### Régime alimentaire
Les stariques cristatelles se nourrissent en eaux profondes, mais parfois aussi dans des eaux plus proches des côtes, et ce, en larges groupes. On ne sait pratiquement rien du régime alimentaire durant l'hiver, mais il a été suggéré qu'elles se nourrissent d'une variété d'invertébrés marins. Les stariques cristatelles sont planctonivores. Leur régime alimentaire consiste principalement en du krill, mais elles sont également connues pour manger des céphalopodes, des ptéropodes (comme Limacina), des amphipodes et des larves de poissons. Les stariques cristatelles plongent depuis la surface de l'eau pour attraper leur nourriture. Ce comportement a été qualifié de "vol sous-marin".

### Reproduction et soin parental
La saison de reproduction de la starique cristatelle commence mi-mai et se termine mi-aout. Leurs sites de nidification sont dans des cavités rocheuses de la côte Nord Pacifique. Elles se reproduisent en colonies denses jusqu'à 1 million d'individus. De ce fait, les nids sont très proches les uns des autres (en moyenne 0,3 m entre chaque nid). Malgré cela, il y a un fort degré de territorialité et les adultes montrent un fort taux de fidélité de site entre les années. La copulation se passe en mer et les mâles ne possèdent pas d'organe copulatoire, de fait les mâles doivent planer au dessus des femelles pour un accouplement réussi. Le choix du partenaire est mutuel, mais les femelles font le choix final du partenaire de reproduction.
Les stariques cristatelles sont très sociales pendant la saison de reproduction, ainsi qu'avant et après la formation des couples. Néanmoins, au cours d'une année, les stariques cristatelles sont monogames, avec seulement 10 % de la population pratiquant la copulation hors couple. Les partenaires continuent de parader devant les autres oiseaux lorsqu'ils ne sont pas en train d'incuber, ce comportement pouvant être lié à de la copulation hors couple, mais peut également être considéré comme la continuité de la recherche de partenaire pour l'année suivante. Seulement 45,5 % des oiseaux restent avec le même partenaire d'une saison de reproduction à une autre.
Les deux sexes investissent dans les soins parentaux : les parents partagent équitablement l'incubation et l'élevage d'un poussin unique. Les deux sexes étant ornementés, les stariques cristatelles suivent la théorie de l'investissement parental de Robert Trivers, qui prédit que le choix mutuel apparait avec des soins bi-parentaux.

### Sélection sexuelle
Les stariques cristatelles sont uniques dans leur utilisation de signaux sexuels visuels, vocaux et olfactifs lors de la reproduction. Leur comportement de communication est plus complet et diversifié que chez les autres espèces apparentées. Il y a trois mécanismes évolutifs généraux qui ont été proposés afin déterminer l'origine de tels traits de parade élaborés chez la starique cristatelle, et des signaux de parade chez les mâles de manière générale :
1. Emballement fisherien: il s'agit d'un modèle de sélection sexuelle proposée par Ronald A. Fisher et qui explique que les traits flamboyants des males résultent d'un lien génétique entre les traits ornementaux et le choix reproductif pour de telles ornementations. Dans le modèle d'emballement fisherien, les préférences reproductives peuvent se répandre via des traits arbitraires ou délétères qui ne portent pas de bénéfice pour la fitness, en plus de la sélection sexuelle[8].
2. L'hypothèse du bon gène (good gene hypothesis): ce second mécanisme se base sur le principe du handicap, ou principe des bons gènes. Dans ce modèle, la préférence d'accouplement se focalise sur les traits ornementaux qui reflètent la santé et la viabilité des individus qui l'expriment. Ces bons gènes portent des bénéfices génétiques pour la descendance[9]. Amotz Zahavi a proposé l'hypothèse du handicap; où il suggère que les traits ornementaux d'un individu sont des indicateurs d'une bonne fitness, car ils reflètent le succès d'un individu bien que ces traits soient handicapant pour cet individu[9].
3. Exploitation sensorielle: le troisième mécanisme proposé est l'hypothèse de biais sensoriel. Ce modèle prédit qu'un trait évolue dans un contexte non-reproductif and qu'il est ensuite exploité par un des deux sexes afin d'obtenir des opportunités de reproduction. Des mutations se produisent et résultent en un trait de parade qui exploitera le biais senriel préexistant[10].

### Ornementation

#### Ornements visuels

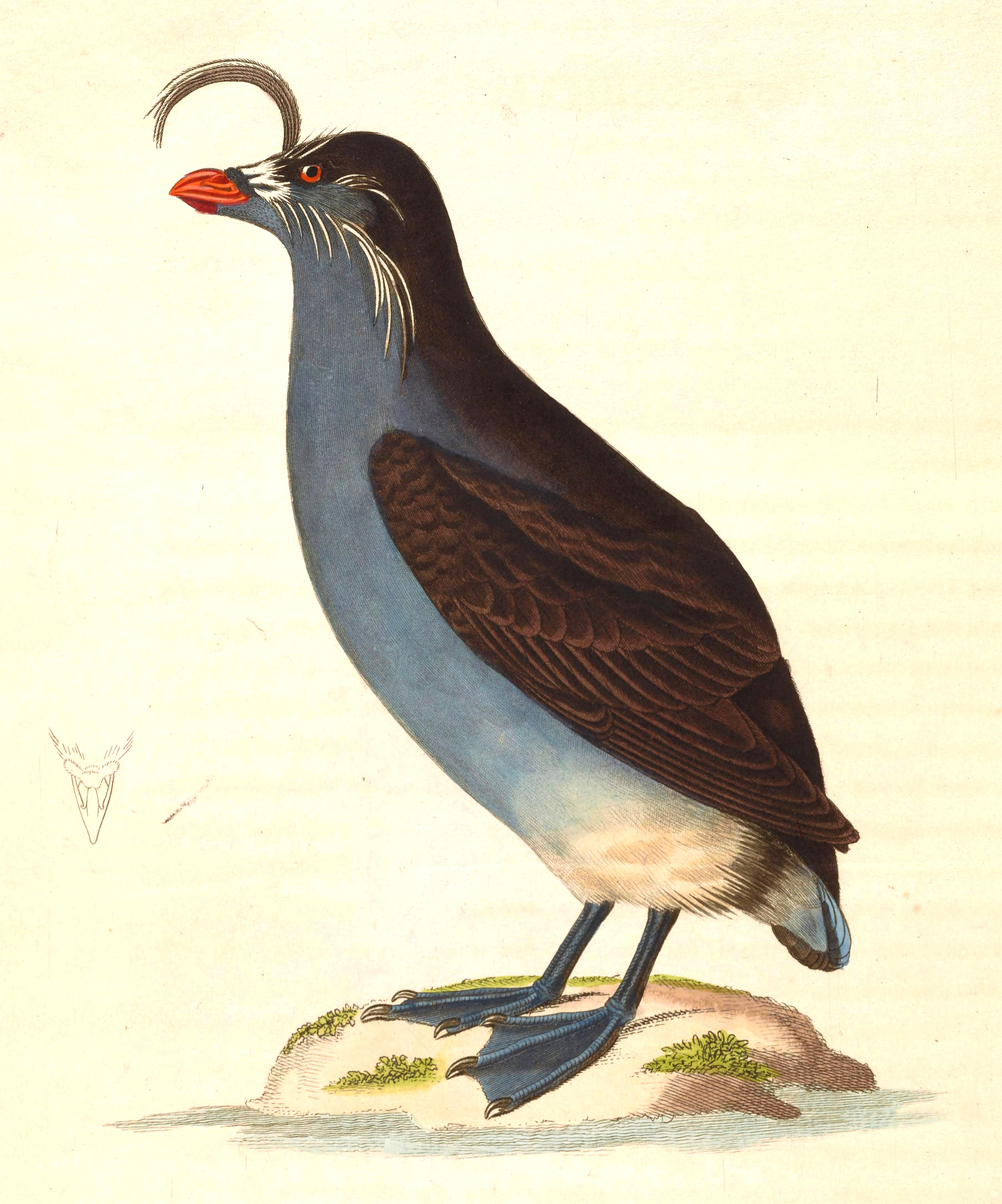
Illustration d'une starique cristatelle adulte (1838)

La longueur de la crête a été corrélée à la dominance et à l'aire de parade chez les mâles et les femelles. L'existence de ces traits monomorphiques est indicatif d'une sélection sexuelle intense pour les deux sexes. Les adultes des deux sexes possédant de larges crêtes reçoivent de plus hauts niveaux d'intérêt sexuel et de parade de la part du sexe opposé, comparé aux individus avec des crêtes plus petites. Les stariques cristatelles avec de larges crêtes sont plus susceptibles d'obtenir un partenaire sexuel et de former des paires plus tôt dans la saison de reproduction.
Des études sur le taux de divorce et la mortalité ont montré que la moitié des individus trouvaient un nouveau partenaire chaque année. La longueur de la crête des femelles est un facteur primaire du changement de partenaire pour les mâles d'une année à une autre.
Alors qu'il y a des variations dans le comportement de parade entre les différentes populations de stariques cristatelles, la crête et le plumage sont des traits à l'expression continue chez un même individu au cours de sa vie. De plus, il y a peu de dimorphisme sexuel ou de preuve d'un lien avec la condition corporelle. D'après plusieurs études, il semblerait que la crête soit un ornement neutre pour la survie des individus. Néanmoins, d'autres études proposent une raison fonctionnelle à cet ornement. Une étude suggère un lien entre la complexité de l'habitat de la starique cristatelle et le plumage facial, où une élongation tactile faciale aide les individus à naviguer dans des fissures souterraines complexes. La forte densité d'individus sur les lieux de nidification peut également exercer une pression de sélection sur des mécanismes sensoriels.

#### Ornements vocaux
Les stariques cristatelles ont une large variété de signaux d'appels plus ou moins complexes. Durant la parade sexuelle, le comportement de "billing" est observé. Ce comportement est défini comme un claquage mutuel des becs de deux individus durant la parade. C'est une composante cruciale du succès de la formation des paires, qui devient harmonieuse lorsque le mâle et la femelle se connaissent bien. Parmi les appels vocaux, le plus commun est celui dit "en trompette". Il s'agit d'une séquence vocale complexe mais stéréotypée qui est couplée à une parade visuelle spécifique. Selon les individus, les appels diffèrent en durée et en fréquence. Les appels sont surtout utilisés par les mâles, mais ont également été observés chez les femelles. L'appel est particulièrement puissant chez les femelles veuves. Ces appels sont stables d'une année à l'autre et les appels spécifiques aux individus sont associés avec le maintien à long terme du lien social entre les couples et leurs voisins. Cela suggère que l'appel en trompette peut être utilisé à la fois pour de la reconnaissance individuelle à court et long terme. La reconnaissance des individus voisins est avantageuse car elle permet de minimiser la dépense énergétique des comportements agressifs et permet également d'éviter des conflits entre voisins et individus de confiance (i.e. le phénomène de "meilleur ennemi").

#### Ornements olfactifs
Les stariques cristatelles produisent une odeur de plumage très distincte qui rappelle les agrumes (et plus particulièrement le citron et la tangerine). Cette odeur est produite quand il y a ébouriffage des plumes présentes sur la nuque et le haut du dos des individus durant une menace, un appel en trompette ou un comportement de "billing". L'odeur dégagée va induire un comportement de renifle chez les autres individus. Le renifle correspond à l'insertion du bec à moitié ouvert dans le plumage d'un autre individu. Cette parade est produite en l'absence d’agression évidente et est importante pour la formation des couples. Pour les deux sexes, une forte odeur attirera plus d'individus, qui adopteront alors un comportement de renifle.

## Répartition et habitat
Les stariques cristatelles sont trouvées le long de l'Océan Pacifique Nord et de la Mer de Béring. Ils sont surtout présents en hiver près des Îles Aléoutiennes, des Îles Kuril et de l'île russe de Sakhaline. Ces oiseaux voyagent vers leurs lieux de reproduction sur les îles et les littoraux de la Mer d'Okhotsk et de la Mer de Béring à partir de la fin du printemps et durant l'été. Leur habitat consiste en des pentes, des champs de cailloux, et des falaises. Ils sont souvent trouvés avec d'autres espèces de stariques, telle la starique minuscule. Chaque jour, la starique cristatelle fait des cercles à 500 m au dessus de la mer et de la colonie, ce comportement étant déclenché par des perturbations et des menaces de prédation.

## Taxonomie
La Starique cristatelle a été identifiée pour la première fois en 1769 par le zoologiste Allemand Peter Simon Wallas, qui l'appela Aethia cristatella. Le genre Aethia inclus quatre espèces de stariques. Il n'y a pas de sous espèces de starique cristatelle. La famille des Alcidés consistent en plusieurs espèces d'oiseaux des littoraux, incluant les macareux (genre Fratercula), le petit pingouin (Alca torda), et les guillemots.

## Statut de conservation

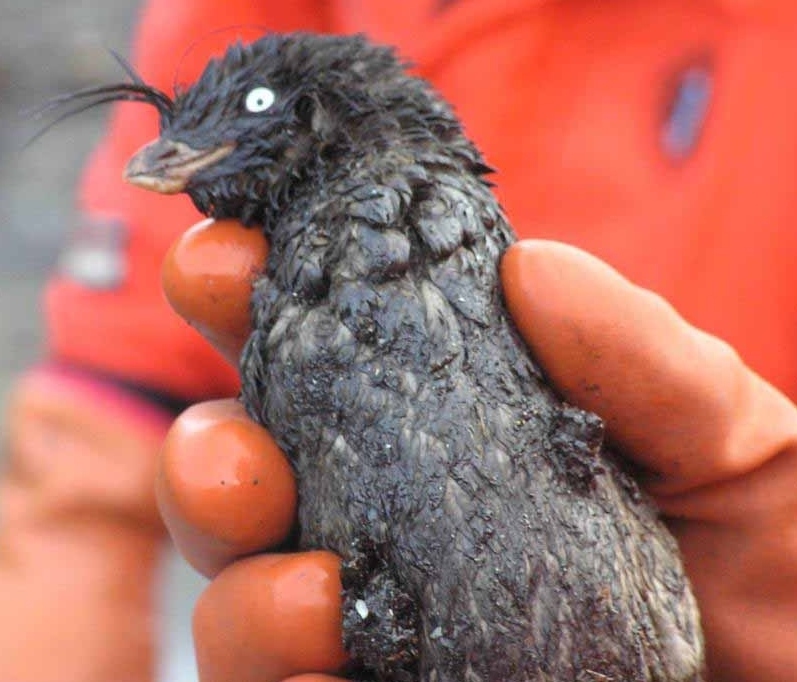
Starique cristatelle recouverte de pétrole après le naufrage du MV Selendang Ayu

Selon l'IUCN, les stariques cristatelles sont en préoccupation mineure. La population globale est estimée à 6 millions d'individus, tandis que la population nord américaine est estimée à 2,9 millions d'oiseaux. Néanmoins, un comptage précis des individus est compliqué car les individus présents en surface des colonies et dans les eaux proches ne constituent qu'une petite partie de la population totale qui est variable et peu connue.
En Alaska, la population est plus menacée qu'ailleurs en raison du fort taux de prédation par des rats échappés des bateaux de pêche. Les prédateurs principaux des stariques cristatelles sont les renards polaires, les Laridés et les grands corbeaux. Des restes ont également été retrouvés dans des estomacs de flétans du Pacifique. Par ailleurs, l'espèce est parfois chassée. Les mazoutages et les collisions avec des sources lumineuses sont également des risques potentiels importants.